# 都鲁河 (沾河)
都鲁河，位于中华人民共和国黑龙江省北部黑河市逊克县境内，是沾河右岸支流。发源于逊克县南部小兴安岭山脉石参山西麓，江新山东麓的山谷中，向北流经双岭工区，过岭峰经营林场（属伊春市友好林业局管理）后转西北流，经前进经营林场、伊南河林场、北营林场、加吉河苗圃等地，至广盖村以西汇入沾河。河长112千米，流域面积1598平方千米。年均径流量3.8亿立方米。都鲁河流域山峦起伏，森立茂密。上游岭峰林场、北营林场（属伊春市友好林业局管理）是红松的故乡，是黑龙江省原木主产区。下游河谷地区水草丰美，多沼泽。